# ترمس غوادالوبي
الترمس الغوادالوبي (باللاتينية: Lupinus guadalupensis) نوع نباتي يتبع جنس الترمس من الفصيلة البقولية المعروفة بقدرتها على تثبيت النيتروجين الجوي من خلال بكتيريا المستجذرة.
موطنه جزيرة غوادالوب الواقعة غرب المكسيك.

## الوصف النباتي
أوراقه مركبة كفية، تضم كل واحدة منها ما بين سبع وتسع وريقات.